# Vláda Štefana Tisa
Vláda Štefana Tisa existovala v období od 5. září 1944 do 4. dubna 1945 v období první slovenské republiky.

## Složení vlády
Všichni členové vlády byli zástupci Hlinkovy slovenské lidové strany - Strany slovenské národní jednoty (HSĽS-SSNJ).
| Portfej                                                           | Ministr           | Nástup do úřadu | Odchod z úřadu |
| ----------------------------------------------------------------- | ----------------- | --------------- | -------------- |
| Předseda vlády, ministr zahraničních věcí a ministr spravedlnosti | Štefan Tiso       | 5. září 1944    | 4. dubna 1945  |
| Ministr vnitra                                                    | Alexander Mach    | 5. září 1944    | 4. dubna 1945  |
| Ministr národní obrany                                            | Štefan Haščík     | 5. září 1944    | 4. dubna 1945  |
| Ministr financí                                                   | Mikuláš Pružinský | 5. září 1944    | 4. dubna 1945  |
| Ministr školství a národní osvěty                                 | Aladár Kočiš      | 5. září 1944    | 4. dubna 1945  |
| Ministr hospodářství                                              | Gejza Medrický    | 5. září 1944    | 4. dubna 1945  |
| Ministr dopravy a veřejných prací                                 | Ľudovít Lednár    | 5. září 1944    | 4. dubna 1945  |
| Šéf Nejvyššího úřadu pro zásobování                               | Štefan Ondruška   | 1. října 1944   | 4. dubna 1945  |